# 瓜生清
瓜生 清（うりう きよし、1920年（大正9年）10月26日 - 1970年（昭和45年）11月9日）は、昭和期の労働運動家、政治家。参議院議員。

## 経歴
大阪府出身。1942年（昭和17年）関西大学専門部を卒業した。兵役に従事。
復員後、織布会社に入社。1949年（昭和24年）労働運動に加わり主に繊維産業対策に従事。大阪府地方労働委員、社会保障診療報酬支払基金理事、社会保障制度審議会（現社会保障審議会）委員などを務めた。
1965年（昭和40年）7月の第7回参議院議員通常選挙で全国区に民主社会党（民社党）公認で立候補して当選。民社党中央執行委員、同党選挙対策委員長、全国繊維産業労働組合同盟（のちゼンセン同盟）顧問などを務めた。
議院在職中の1970年（昭和45年）11月9日、食道静脈瘤破裂のため死去した。50歳没。翌10日、特旨を以て位記を追賜され、死没日付をもって従四位勲三等に叙され、旭日中綬章を追贈された。葬儀、告別式は同月18日、青山葬儀所で民社党、全繊同盟の合同葬として行われた。哀悼演説は同月24日、参議院本会議で栗原祐幸により行われた。